# Jocotitlán
Jocotitlán è un comune del Messico, situato nello stato di Messico.